# ヤユク・バスキ
ヤユク・バスキ（Yayuk Basuki, 1970年11月30日 - ）は、インドネシア・ジョグジャカルタ出身の元女子プロテニス選手。芝生コートを最も得意とし、1997年ウィンブルドンでベスト8に進出した。WTAツアーでシングルス6勝、ダブルス9勝を挙げた。自己最高ランキングはシングルス19位、ダブルス9位。身長164cm、体重56kg、右利き。

## 来歴
7歳からテニスを始め、1990年10月にプロ入り。1991年にタイ・パタヤ市の「ボルボ女子オープン」決勝戦にて、日本の沢松奈生子を 6-2, 6-2 で破ってツアー初優勝を果たし、インドネシアのテニス選手として史上初のプロツアー優勝を飾った。同年の全仏オープンで4大大会にデビューし、全仏では1回戦で敗退したが、ウィンブルドン3回戦で第1シードのシュテフィ・グラフに挑戦した。
1992年4月、マレーシア・クアラルンプールの大会でツアー2勝目を達成。この年のバスキは国際舞台でも好成績が多く、全豪オープン3回戦でモニカ・セレシュに挑戦し、ウィンブルドンでは前年を上回る4回戦でマルチナ・ナブラチロワと対戦した。同年のバルセロナ五輪でも活躍し、女子シングルス2回戦でフランス代表のマリー・ピエルスを 0-6, 6-3, 10-8 で破った後、3回戦で当時16歳のジェニファー・カプリアティに 3-6, 4-6 で敗れている。1992年から1995年まで、バスキはウィンブルドン選手権で「4年連続」4回戦に進出した。バスキはダブルスでも宮城ナナとペアを組むことが多く、この組み合わせで1993年の全米オープン女子ダブルスベスト4に入った。
1994年にバスキは自身のコーチであるハリー・スハルヤディと結婚した。
1997年、バスキはついに最も得意なウィンブルドンで自己最高のベスト8進出を果たす。この大会では1回戦で杉山愛、3回戦で雉子牟田直子に勝ち、2人の日本人選手を破って勝ち進んだ。初めての準々決勝で、バスキはヤナ・ノボトナに 3-6, 3-6 で敗れた。1998年の全豪オープンでは、バスキは4回戦でマルチナ・ヒンギスから1ゲームも奪えずに 0-6, 0-6 で敗れている。1999年の全豪オープンで1回戦敗退に終わった後、バスキは出産のため1年余り試合から遠ざかる。9月23日の出産後、バスキは2000年3月にツアーへ復帰し、この年もウィンブルドンで3回戦に進出した。2001年以後はシングルスから遠ざかり、ダブルスに出場試合を絞ったが、2004年1月にインド・ハイデラバード・オープンの女子ダブルス出場を最後に33歳で現役を引退した。
その後バスキは2008年にダブルスで現役復帰した。2010年全豪オープンでは同じ年のクルム伊達公子とペアを組み主催者推薦で女子ダブルスに出場した。1回戦でサニア・ミルザ&ビルヒニア・ルアノ・パスクアル組に 4-6, 2-6 で敗れている。2012年3月まで下部ツアーであるサーキット大会を中心に出場した。

## WTAツアー決勝進出結果

### シングルス: 8回 (6勝2敗)
| 大会グレード         |
| -------------------- |
| グランドスラム (0–0) |
| ティア I (0–0)       |
| ティア II (0–0)      |
| ティア III (0–2)     |
| ティア IV & V (6–0)  |

| 結果   | No. | 決勝日        | 大会             | サーフェス    | 対戦相手                 | スコア        |
| ------ | --- | ------------- | ---------------- | ------------- | ------------------------ | ------------- |
| 優勝   | 1.  | 1991年4月21日 | パタヤ           | ハード        | 沢松奈生子               | 6-2, 6-2      |
| 優勝   | 2.  | 1992年4月26日 | クアラルンプール | ハード        | アンドレア・ストルナドバ | 6-3, 6-0      |
| 優勝   | 3.  | 1993年4月18日 | パタヤ           | ハード        | マリアン・ワーデル       | 6-3, 6-1      |
| 優勝   | 4.  | 1993年5月2日  | ジャカルタ       | ハード        | アン・グロスマン         | 6-4, 6-4      |
| 優勝   | 5.  | 1994年2月20日 | 北京             | ハード (室内) | 長塚京子                 | 6-4, 6-2      |
| 優勝   | 6.  | 1994年5月1日  | ジャカルタ       | ハード        | フロレンシア・ラバト     | 6-4, 3-6, 7-6 |
| 準優勝 | 1.  | 1996年4月14日 | ジャカルタ       | ハード        | リンダ・ワイルド         | 不戦敗        |
| 準優勝 | 2.  | 1997年6月16日 | バーミンガム     | 芝            | ナタリー・トージア       | 6-2, 2-6, 2-6 |

### ダブルス: 17回 (9勝8敗)
| 結果   | No. | 決勝日         | 大会           | サーフェス        | パートナー             | 対戦相手                                                                  | スコア        |
| ------ | --- | -------------- | -------------- | ----------------- | ---------------------- | ------------------------------------------------------------------------- | ------------- |
| 準優勝 | 1.  | 1991年11月10日 | ナッシュビル   | ハード (室内)     | カロリネ・ビス         | サンディ・コリンズ エルナ・ライナッハ                                     | 7-5, 4-6, 6-7 |
| 準優勝 | 2.  | 1992年9月27日  | 東京           | ハード            | 宮城ナナ               | メアリー・ジョー・フェルナンデス ロビン・ホワイト                         | 4-6, 4-6      |
| 優勝   | 1.  | 1993年10月3日  | 札幌           | カーペット (室内) | 宮城ナナ               | 神尾米 雉子牟田直子                                                       | 6-4, 6-2      |
| 優勝   | 2.  | 1993年10月10日 | 台北           | ハード            | 宮城ナナ               | ジョー＝アン・ファウル クリスティン・カンス                               | 6-4, 6-2      |
| 準優勝 | 3.  | 1994年4月10日  | 東京           | ハード            | 宮城ナナ               | 道城まみ 杉山愛                                                           | 4-6, 1-6      |
| 準優勝 | 4.  | 1994年4月17日  | パタヤ         | ハード            | 宮城ナナ               | パティ・フェンディック メレディス・マグラス                               | 6-7, 6-3, 3-6 |
| 優勝   | 3.  | 1994年11月13日 | スラバヤ       | ハード            | ロマーナ・テジャクスマ | 長塚京子 杉山愛                                                           | 不戦勝        |
| 優勝   | 4.  | 1996年1月14日  | ホバート       | ハード            | 長塚京子               | ケリー＝アン・グース 朴晟希                                               | 7-6, 6-3      |
| 優勝   | 5.  | 1996年5月25日  | ストラスブール | クレー            | ニコル・プロビス       | マリアン・ワーデル＝ウィットマイヤー タミー・ウィットリンガー＝ジョーンズ | 5-7, 6-4, 6-4 |
| 優勝   | 6.  | 1997年8月10日  | ロサンゼルス   | ハード            | カロリネ・ビス         | ラリサ・ネーランド ヘレナ・スコバ                                         | 7-6, 6-3      |
| 優勝   | 7.  | 1997年8月17日  | トロント       | ハード            | カロリネ・ビス         | ニコル・アレント マノン・ボーラグラフ                                     | 3-6, 7-5, 6-4 |
| 準優勝 | 5.  | 1997年9月28日  | ライプツィヒ   | カーペット (室内) | ヘレナ・スコバ         | マルチナ・ヒンギス ヤナ・ノボトナ                                         | 2-6, 2-6      |
| 準優勝 | 6.  | 1997年11月2日  | モスクワ       | カーペット (室内) | カロリネ・ビス         | アランチャ・サンチェス・ビカリオ ナターシャ・ズベレワ                     | 3-5, 途中棄権 |
| 準優勝 | 7.  | 1998年5月24日  | ストラスブール | クレー            | カロリネ・ビス         | アレクサンドラ・フセ ナタリー・トージア                                   | 4-6, 3-6      |
| 準優勝 | 8.  | 1998年8月23日  | モントリオール | ハード            | カロリネ・ビス         | マルチナ・ヒンギス ヤナ・ノボトナ                                         | 3-6, 4-6      |
| 優勝   | 8.  | 2000年11月19日 | パタヤ         | ハード            | カロリネ・ビス         | ティナ・クリザン カタリナ・スレボトニク                                   | 6-3, 6-3      |
| 優勝   | 9.  | 2001年2月24日  | ドバイ         | ハード            | カロリネ・ビス         | アサ・カールソン カリナ・ハブスドバ                                       | 6-0, 4-6, 6-2 |

## 4大大会シングルス成績
略語の説明
| W | F | SF | QF | #R | RR | Q# | LQ | A | Z# | PO | G | S | B | NMS | P | NH |

W=優勝, F=準優勝, SF=ベスト4, QF=ベスト8, #R=#回戦敗退, RR=ラウンドロビン敗退, Q#=予選#回戦敗退, LQ=予選敗退, A=大会不参加, Z#=デビスカップ/BJKカップ地域ゾーン, PO=デビスカップ/BJKカッププレーオフ, G=オリンピック金メダル, S=オリンピック銀メダル, B=オリンピック銅メダル, NMS=マスターズシリーズから降格, P=開催延期, NH=開催なし.
| 大会           | 1990 | 1991 | 1992 | 1993 | 1994 | 1995 | 1996 | 1997 | 1998 | 1999 | 2000 | 通算成績 |
| -------------- | ---- | ---- | ---- | ---- | ---- | ---- | ---- | ---- | ---- | ---- | ---- | -------- |
| 全豪オープン   | A    | A    | 3R   | 1R   | 2R   | 3R   | 1R   | 2R   | 4R   | 1R   | A    | 9-8      |
| 全仏オープン   | LQ   | 1R   | A    | 2R   | A    | 1R   | 3R   | 2R   | 1R   | A    | A    | 4-6      |
| ウィンブルドン | LQ   | 3R   | 4R   | 4R   | 4R   | 4R   | 1R   | QF   | 3R   | A    | 3R   | 22-9     |
| 全米オープン   | A    | 2R   | 1R   | 1R   | 1R   | 1R   | 1R   | 2R   | 1R   | A    | A    | 2-8      |